# Blackburn Aircraft
Blackburn Aircraft Limited — британский производитель самолётов, который с первой половины двадцатого века занимается производством самолётов морской авиации.

## История
Компания Blackburn Aeroplane & Motor Company была основана Робертом Блэкбёрном в 1914 году, а в 1916 году компания построила новый завод в Ист-Райдинг-оф-Йоркшир, этот завод стал штаб-квартирой. Брат Роберта, Норман Блэкбёрн, позже стал управляющим директором завода.
Blackburn выкупил Cirrus-Hermes Engineering company в 1934 году, начав производство авиационных двигателей. Однако обновленная линейка двигателей находилась в стадии разработки, и дирекция компании Blackburn решила подождать, пока линейка двигателей не будет создана, прежде чем дать им свое название, поэтому Cirrus Hermes Engineering была сохранена в качестве отдельной компании.
В 1936 году название компании было изменено с Blackburn Aeroplane & Motor Company на Blackburn Aircraft Limited.
В 1937 году, когда новые двигатели Cirrus уже хорошо зарекомендовали себя, производство двигателей было введено в материнскую компанию в качестве операционного подразделения, которое стало называться Blackburn Cirrus.
Blackburn объединился с General Aircraft Limited в 1949 году, но в рамках рационализации авиастроительной отрасли в 1960—1961 годах компания была упразднена, а производство самолётов и двигателей было перенесено на заводы Hawker Siddeley и Bristol Siddeley соответственно.

### Американский филиал
Американская компания Blackburn Aircraft Corp. была зарегистрирована в Детройте 20 мая 1929 года, она на 90 % принадлежала компании Detroit Aircraft Corporation и на 10 % Blackburn Airplane & Motor Co. Соглашения охватывали такие права в Северной и Южной Америке, за исключением Бразилии и некоторых прав в Канаде, и предусматривали, что все специальные инструменты и образцы должны были поставляться британской компанией по себестоимости.

## Самолёты
- Blackburn First Monoplane[англ.] (1909) — одномоторный, одноместный самолёт-моноплан, с высоким расположением крыла
- Blackburn Second Monoplane[англ.] (1911) -одномоторный среднеплан.
- Blackburn Mercury[англ.](1911) — одномоторный, двухместный учебно-тренировочный среднеплан[11].
- Blackburn Type B[англ.](1912) — одномоторный, двухместный учебно-тренировочный моноплан среднего крыла. Создан на базе Blackburn Mercury
- Blackburn Type D[англ.](1912) — одномоторный одноместный среднеплан. Сохранился в летном состоянии благодаря музею Шаттлворт[англ.] в Олд-Уордене[англ.].
- Blackburn Type E[англ.](1912) — Одномоторные, двухместный, среднеплан с металлическим каркасом.
- Blackburn Type I[англ.](1913) — Одномоторный, среднеплан с экипажем 1-2 человека, существовали гидромодификации данного самолёта
- Blackburn Type L[англ.](1914) — Одномоторный двухместный гидросамолёт-биплан.
- AD Scout[англ.](1915) — Спроектирован адмиралтейством, как одномоторный (с толкающим винтом), одноместный истребитель дирижаблей. Построены 4 самолёта, два компанией Blackburn и 2 компанией Hewlett & Blondeau[англ.].
- Blackburn Twin Blackburn[англ.](1915) — Двухфюзеляжный, двухмоторный, двухместный гидросамолёт истребитель дирижаблей.
- Blackburn General Purpose[англ.](1916) — Двухмоторный трехместный гидросамолёт-биплан, противолодочный бомбардировщик.
- Blackburn Triplane[англ.](1916) — триплан модификация AD Scout
- Blackburn White Falcon[англ.](1916) — Одномоторный двухместный среднеплан.
- Blackburn R.T.1 Kangaroo[англ.](1918) — Двухмоторный трехместный биплан торпедоносец[11]
- Blackburn N.1B[англ.](1918) — Одномоторный одноместный биплан-летающая лодка (не достроен).
- Blackburn Blackburd[англ.](1918) — Одномоторный одноместный биплан торпедоносец[12]
- Blackburn Sidecar[англ.](1919) — Одномоторный одноместный среднеплан (не достроен)
- Blackburn T.1 Swift[англ.](1920) — Одномоторный, одноместный палубный торпедоносец[11]
- Blackburn T.2 Dart[англ.](1921) — Одномоторный одноместный биплан торпедоносец[11]
- Alula D.H.6 (1921) — Экспериментальный самолёт, создан на базе Airco DH.6.[англ.]
- Alula Semiquaver[англ.](1921) — Экспериментальный самолёт, создан на базе Martinsyde Semiquaver[англ.].
- Blackburn R.1 Blackburn[англ.](1922) — одномоторный, трехместный биплан палубный разведчик.
- Blackburn Pellet[англ.](1923) — Одномоторный, одноместный биплан.
- Blackburn Bluebird[англ.](1924) — Одномоторный, двухместный учебный и/или туристический биплан
- Blackburn T.4 Cubaroo[англ.](1924) — Одномоторный, четырехместный биплан, торпедоносец.
- Blackburn T.3 Velos[англ.](1925) — Одномоторный, двухместный биплан, гидросамолёт-бомбардировщик[13].
- Blackburn R.2 Airedale[англ.](1925) — Одномоторный, трехместный высокоплан, разведчик.
- Blackburn T.5 Ripon (1926) — Одномоторный, двухместный биплан, торпедоносец[13]
- Blackburn Sprat[англ.](1926) — Одномоторный, двухместный биплан .
- Blackburn R.B.1 Iris[англ.](1926) — Трехмоторная, пятиместная летающая лодка, биплан[11].
- Blackburn F.1 Turcock[англ.](1928) — Одномоторный истребитель.
- Blackburn F.2 Lincock[англ.](1928) — Одномоторный, одноместный биплан истребитель.
- Blackburn Beagle[англ.](1928) — Одномоторный, двухместный бомбардировщик, биплан.
- Blackburn Bluebird IV[англ.](1929) — Одномоторный, двухместный учебно-туристический биплан.
- Blackburn 2F.1 Nautilus[англ.](1929) — Одномоторный, двухместный, биплан истребитель.
- Blackburn T.7B (1929) — Одномоторный, трехместный биплан бомбардировщик (построен для ВМС Японии).
- Blackburn R.B.2 Sydney[англ.](1930) — Трехмоторная, четырехместная летающая лодка с крылом-парасолью.
- Blackburn C.B.2 Nile[англ.](1930) — Трехмоторный, двухместная летающая лодка, модификация предыдущей модели
- Blackburn B-1 Segrave[англ.](1930) — Двухмоторный, четырехместный туристический низкоплан[14].
- Blackburn C.A.15C[англ.](1932) — Двухмоторный, 10-местный биплан.
- Blackburn T.8 Baffin (1932) — Одномоторный, двухместный биплан торпедоносец.
- Blackburn B-2[англ.](1932) — Одномоторный, двухместный учебно-тренировочный биплан.
- Blackburn B-3 M.1/30[англ.](1932) — Одномоторный, двухместный палубный биплан-торпедоносец.
- Blackburn B-5 Baffin (1932)[13].
- Blackburn R.B.3 Perth[англ.](1933) — Трехмоторная, пятиместная летающая лодка, биплан.
- Blackburn T.9 Shark (1933) — Одномоторный, трехместный палубный биплан-торпедоносец.
- Blackburn F.3[англ.](1934) — Одномоторный, одноместный истребитель-биплан (построен, но никогда не летал)[15].
- Blackburn B-7[англ.](1934) — Универсальный биплан.
- Blackburn B-9[англ.](H.S.T. 10) (1936) — Двухмоторный 12-местный авиалайнер, низкоплан (построен, но никогда не летал)
- Blackburn B-24 Skua (1937) — Одномоторный, двухместный низкоплан, палубный истребитель / пикировщик[16]
- Blackburn B-25 Roc (1938) — Одномоторный, двухместный низкоплан, палубный истребитель / пикирующий бомбардировщик (построен компанией Boulton Paul Aircraft[англ.])[16].
- Blackburn B-26 Botha (1938) — Двухмоторный, четырехместный высокоплан, торпедоносец[16].
- Blackburn B-29 — Макет, проиграл конкурс самолёту Fairey Barracuda
- Blackburn B-20[англ.](1940) — Двухмоторная, шестиместная экспериментальная летающая лодка, моноплан, с убирающимся корпусом.
- Blackburn B-37 Firebrand F Mk.I[англ.](1942) — Одномоторный, одноместный палубный ударный истребитель[17].
- Blackburn B.44[англ.](1942) — Одномоторная летающая лодка истребитель
- Blackburn B-45 Firebrand TF Mk.II[англ.](1943) — Одномоторный, одноместный палубный ударный истребитель (модификация В-37)
- Blackburn B-46 Firebrand TF Mk.IV[англ.](1945) — Одномоторный, одноместный палубный ударный истребитель (модификация В-37)
- Blackburn B-48 Firecrest[англ.](Y.A.1) (1947) — Одномоторный, одноместный палубный ударный истребитель
- Blackburn B-50 (1945) — Проект[18].
- Blackburn B-52 — Проект
- Blackburn B-67 (1947) — Проект палубного истребителя[19].
- Blackburn B-68 (1946) — Проект палубного истребителя[19].
- Blackburn B-71 (1947) — Проект.[19]
- Blackburn B-74 (1947) — Проект палубного истребителя[19].
- Blackburn B-54[англ.](Y.A.5, Y.A.7, Y.A.8) (1949) — Одномоторный, двухместный противолодочный самолёт
- Blackburn B-82 (1949) — Проект палубного истребителя[19].
- Blackburn B-88[англ.](Y.B.1) (1950) — Одномоторный, турбовинтовой, двухместный противолодочный самолёт
- Blackburn B-89 (1951) — Проект палубного истребителя[19].
- Blackburn B-90 (1951) — Проект экспериментального самолёта с крылом изменяемой стреловидности[19].
- Blackburn B-94 (1951) — Проект[19].
- Handley Page HP.88[англ.](Blackburn Y.B.2) (1951) — Экспериментальный самолёт
- Blackburn B-95 (1952) — Проект[19].Blackburn Buccaneer
- Blackburn B-97 (1952) — Проектное предложение истребителя с ракетным двигателем[19].
- Blackburn B-99 (1952) — Развитие проекта B-97[19].
- Blackburn B-101 Beverley[англ.](1950) — Четырехмоторный, поршневой, высокоплан, транспортный самолёт[11].
- Blackburn B-102 (1952) — Проектное предложение истребителя смешанной силовой установки на базе В.89 и В.95[19].
- Blackburn B-103 Buccaneer (Y.B.3) (1958) — Двухмоторный, реактивный, двухместный палубный штурмовик[11].
- Blackburn B-104 (1953) — Проект двухмоторного военно-транспортного самолёта для КВВС[20].
- Blackburn B-109 (1958) — Проект ударного истребителя Buccaneer с увеличенной до 1,5 маха скоростью, для ВВС Канады[19].
- Blackburn B-112 (1958) — Проект ударного истребителя Buccaneer с увеличенной до 1,5 маха скоростью, для ВВС Великобритании[21].
- Blackburn B-117 (1960) — Проект ударного истребителя Buccaneer с укороченным пробегом[21].
- Blackburn B-120 (1962) — Проект ударного истребителя Buccaneer с увеличенной до 1,8 маха скоростью[21].

Компания также производила по лицензии самолёты других авиастроительных компаний, таких как Sopwith Cuckoo и Fairey Swordfish, оба из которых были построены на заводе Blackburn в Шерберне.

## Поршневые двигатели
- Blackburn Cirrus Major
- Blackburn Cirrus Minor
- Blackburn Cirrus Midget
- Blackburn Cirrus Bombardier

## Газотурбинные двигатели (разработаны совместно сTurbomeca[англ.])
- Blackburn-Turbomeca Artouste[англ.]
- Blackburn-Turbomeca Palas[англ.]
- Blackburn-Turbomeca Palouste[англ.]
- Blackburn-Turbomeca A.129[англ.]